# Lia Larsson
Lia Larsson (Mora, 14 februari 2001) is een Zweeds zangeres en influencer. In 2024 nam ze deel aan Melodifestivalen 2024.

## Biografie
Larsson ging op jonge leeftijd naar de dansschool. Ze nam deel aan verschillende shows in het themapark Tomteland. Ook deed ze mee aan verschillende danswedstrijden en was ze danslerares. Tijdens de coronapandemie groeide haar populariteit op de sociale media.
Larsson brak door met haar debuutsingle "Va Sa 'Ru (Russin På Russin Av)". Het nummer haalde de eerste plaats in de Zweedse hitlijst op Spotify en werd het meest geluisterde kerstnummer van 2022 in Zweden. In 2023 nam Larsson samen met Lasse Stefanz deel aan Allsång på Skansen.
Samen met Thomas G:Son, Jimmy Jansson, Axel Schylström en My Söderholm schreef Larsson het nummer "30 km/h" waarmee ze deelnam aan Melodifestivalen 2024. Ze wist er niet mee door te stoten naar de finale. Naast "30 km/h" bracht Larsson eveneens de singles "Fredag lördag", "Psykopat" en "Norrland" uit. In minder dan een jaar tijd behaalde Larsson bijna 30 miljoen streams met haar muziek op Spotify.